# Bible Segond 21

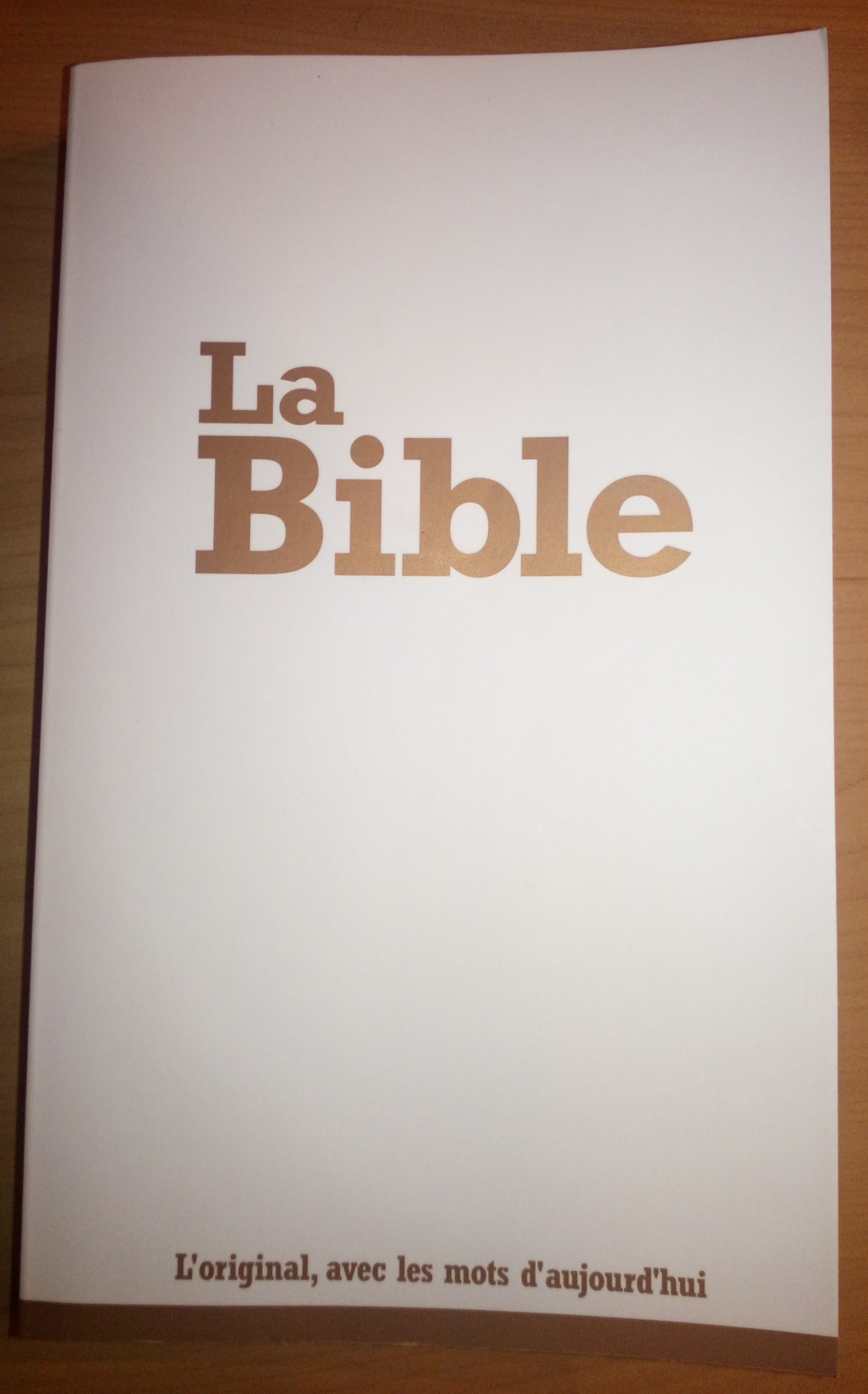
Couverture.

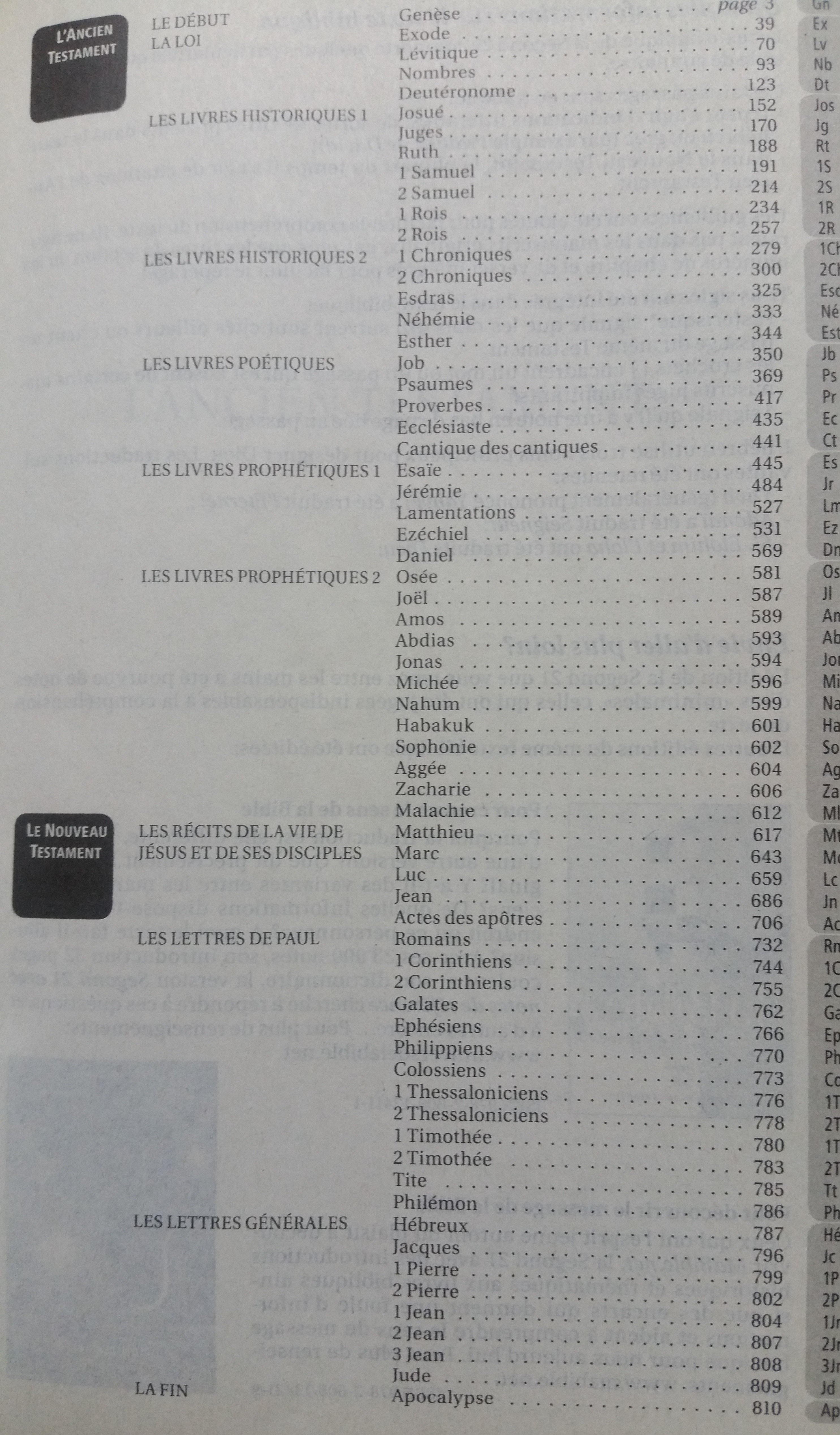
Sommaire de la Bible par l'éditeur Société Biblique de Genève, traduction dite Segond 21 en 2007

La Bible Segond 21 est une traduction biblique en français éditée par la Société biblique de Genève et publiée à partir de 2007.  Cette traduction s'inspire de la Bible Segond.

## Histoire
La Bible Segond 21 est un projet de la Société biblique de Genève débuté en 1995, dans le souci d'offrir une traduction plus moderne et adaptée au XXIe siècle. La Bible Segond 21 est finalement publiée en 2007.  Les travaux des traducteurs ont duré 12 années. Pour l'Ancien Testament, l'éditeur affirme que l'équipe de traduction s'est basée essentiellement sur le Codex de Leningrad et a eu recours marginalement aux autres manuscrits hébreux, y compris ceux de la mer Morte qui n'étaient pas disponibles à l'époque de Louis Segond, dans les cas d'hésitation ou d'incompréhension du texte du Codex de Leningrad. En ce qui concerne le Nouveau Testament, selon l'éditeur il a été utilisé le Codex Sinaiticus et le Codex Vaticanus, ainsi que les manuscrits dits majoritaires.

## Caractéristiques
Elle se veut une traduction littérale, fidèle aux textes originaux, tout en employant un langage moderne qui entend être adapté au XXIe siècle, d'où son nom de « Segond 21 ». Sa première de couverture porte ainsi la mention « L'original, avec les mots d'aujourd'hui ».  Des crochets encadrent les passages présents dans les textes majoritaires et absents dans les autres manuscrits.  Elle est basée sur la révision de la Bible Segond.

## Distribution
La distribution de la Bible Segond 21, effectuée par la maison d'édition Salvator, a débuté en septembre 2007. En octobre 2008, il s'en était vendu près de 880 000 exemplaires dont 330 000 en France, 120 000 ailleurs en Europe et au Canada, et 420 000 en Afrique. Le classement 2008 des meilleures ventes en France dans la catégorie religion établi par le magazine Livres Hebdo la place en quatrième position. En avril 2009, le nombre d'exemplaires vendus avait atteint le million, dont la moitié en Europe et l'autre moitié en Afrique.
Le prix de cette Bible est volontairement bas (1,90 euro ou 2,50 francs suisses depuis 2015). L'intention est de faire lire la Bible « au plus grand nombre ». D'après le directeur de la Société biblique de Genève Jean-Pierre Bezin, le coût de production est de 0,79 euro (1,30 franc suisse), et est obtenu grâce à l'utilisation de papier recyclé et à la « collaboration de l'imprimeur ». L'acheminement des Bibles en Afrique est quant à lui soutenu par des dons. Le slogan choisi pour la vente est « le trésor de l'humanité au prix d'un café ». La distribution s'est faite en particulier dans les grandes surfaces, notamment Auchan, E.Leclerc et Cora.

## Controverse
En 2007, l’éditeur catholique Nicolas-Jean Sed, directeur dominicain du Cerf, a accusé la Société biblique de Genève responsable de la traduction, de déstabiliser le marché avec son très faible prix et d’être fondamentaliste en n'étant pas membre de l'Alliance biblique universelle. Le directeur de la Société biblique de Genève, Jean-Pierre Bezin, a répondu en disant que la Société biblique de Genève ne peut être fondamentaliste, puisqu'elle a collaboré avec l’éditeur catholique Salvator pour diffuser la Bible Segond 21.